# Constantin Mircea
Constantin Mircea (n. 26 iulie 1932) este un deputat român în legislatura 1990-1992, ales în județul Galați pe listele partidului FSN. Constantin Mircea a fost membru în grupurile parlamentar de prietenie cu Republica Chile și Franța.